# Dakileh
Dakileh (tiếng Ả Rập: دكيلة) là một ngôi làng Syria nằm ở phó huyện Uqayribat thuộc huyện Salamiyah, Hama. Theo Cục Thống kê Trung ương Syria (CBS), Dakileh có dân số 561 trong cuộc điều tra dân số năm 2004. Thị trấn đã được Quân đội Syria giải phóng khỏi ISIS vào ngày 20 tháng 8 năm 2017.